# Tomáš Řehák (knihovník)
Tomáš Řehák – Špalek (* 10. května 1964 Praha) je český knihovník, skautský instruktor a manažer, od roku 2002 ředitel Městské knihovny v Praze, od února 2023 člen Rady České televize.

## Život
Tomáš Řehák pochází z rodiny významného prvorepublikového skautského činovníka Bohuslava Řeháka – Slávy, který byl jeho dědečkem. Jeho otcem byl Jiří Řehák. Studoval na pražském gymnáziu Jana Keplera (1978–1982).
Vystudoval obor teorie pravděpodobnosti a matematická statistika na Matematicko-fyzikální fakultě Univerzity Karlovy v Praze. Studia dokončil v roce 1988, ale zvolenému oboru se věnoval pouze teoreticky, jeho praktický zájem si totiž získaly počítače. Po studiu tak nastoupil nejprve do Výzkumného ústavu matematických strojů a následně do výpočetního centra Vysoké školy chemicko-technologické v Praze.
V roce 1992 začal pracovat v Městské knihovně v Praze (MKP), kde do roku 2001 působil na pozici experta pro automatizaci knihovních agend. Je tak jedním z tvůrců unikátního knihovního systému Koniáš, který knihovna využívá pro zajištění výpůjčních, akvizičních, katalogizačních, evidenčních i distribučních agend. Mezi lety 2001 a 2002 byl náměstkem pro strategický rozvoj a v roce 2002 se stal ředitelem MKP. Post ředitele knihovny obhájil ve výběrovém řízení v letech 2017 a 2024.
Zastává funkci předsedy Sdružení knihoven ČR, je členem Ústřední knihovnické rady (odborného poradního orgánu ministra kultury) a byl jmenován předsedou Garanční rady Národní knihovny ČR (poradní orgán ministra kultury). Za rozvoj českého knihovnictví byl oceněn Medailí Z. V. Tobolky. Angažuje se ve skautském hnutí. V Junáku zastával různé funkce, např. člen Náčelnictva nebo člen a později předseda Rozhodčí a smírčí rady Junáka. Založil lesní školu Gemini, kterou 20 let vedl. V roce 2021 mu bylo uděleno nejvyšší české skautské vyznamenání – řád Stříbrného vlka.

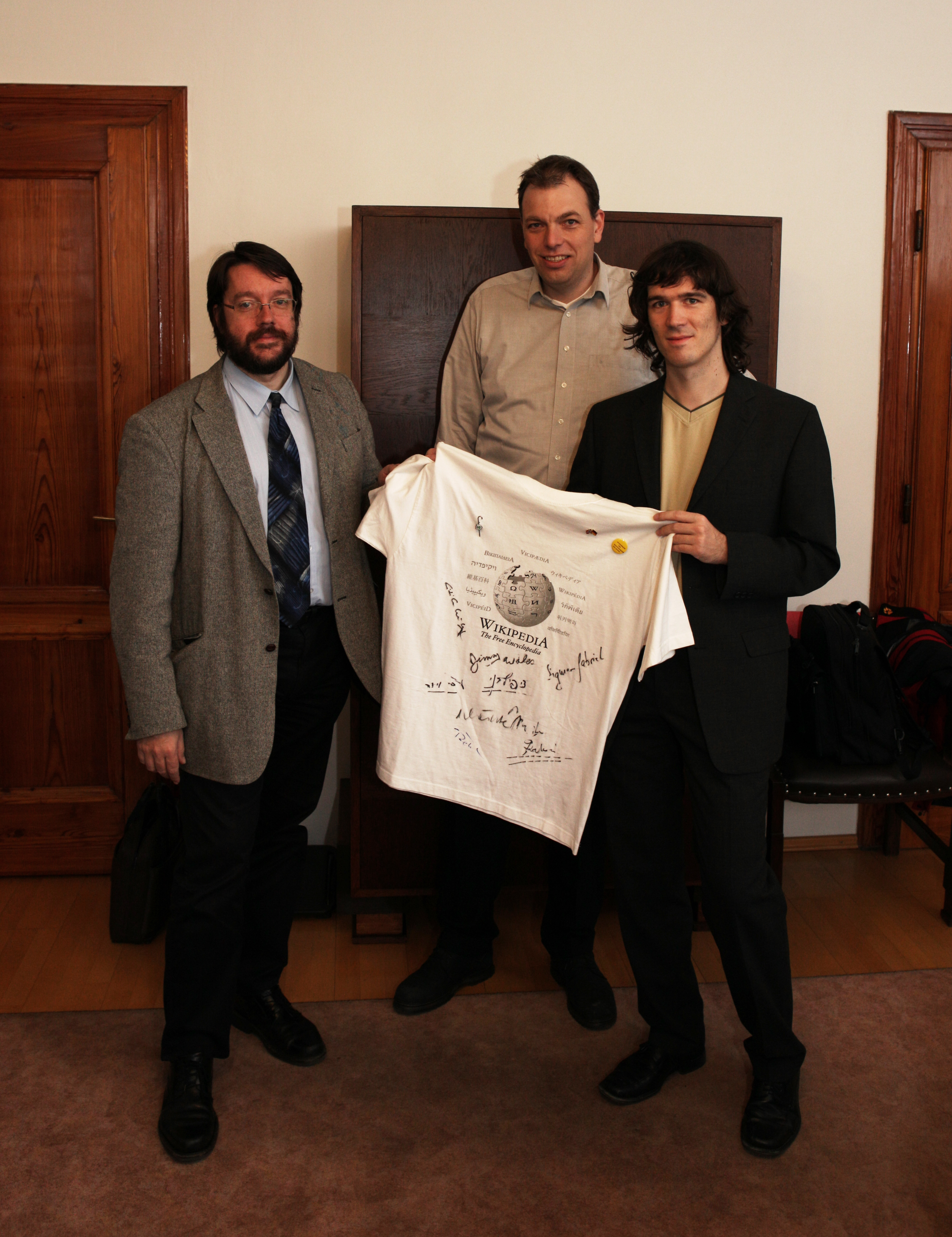
Tomáš Řehák s wikipedisty

V roce 2023 úspěšně zakončil studium oboru informační věda na Filozofické fakultě Univerzity Karlovy v Praze (získal tak titul Ph.D.).
V únoru 2023 jej Poslanecká sněmovna Parlamentu České republiky zvolila členem Rady České televize, a to na zkrácený mandát do března 2026 po Pavlu Kysilkovi, který na mandát v listopadu 2022 rezignoval. Získal 90 hlasů, přičemž hranice pro zvolení byla 85 hlasů. Do Rady ČT kandidoval již v roce 2009, kdy byl nominován Junákem, Českou radou dětí a mládeže a salesiány, nicméně zvolen nebyl. O místo usiloval i v roce 2022, kdy zvolen nebyl.
V srpnu 2024 podpořil Noru Fridrichovou, aby mohla vystoupit se svou obhajobou v rámci jednání Rady ČT, tento návrh však nezískal většinovou podporu rady.